# 福建绣球
福建绣球（学名：Hydrangea chungii）为虎耳草科绣球属下的一个种。

## 扩展阅读
- 維基物種上的相關：福建绣球